# Zgoda (Lublin)
Pour les articles homonymes, voir Zgoda (homonymie).
Zgoda (prononciation [ˈzɡɔda]) est un village de la gmina de Łaziska du powiat d'Opole Lubelskie dans la voïvodie de Lublin, située dans l'est de la Pologne.
Il se situe à environ 5 kilomètres au sud de Łaziska (siège de la gmina), 9 kilomètres au sud-ouest d'Opole Lubelskie (siège du powiat) et 52 kilomètres à l'ouest de Lublin (capitale de la voïvodie).
Le village possède approximativement une population de 230 habitants en 2009.

## Histoire
De 1975 à 1998, la ville est attachée administrativement à l'ancienne Lublin.

Depuis 1999, elle fait partie de la nouvelle voïvodie de Lublin.